# Louis François Auguste Souleyet
Louis François Auguste Souleyet (* 8. Januar 1811 in Besse-sur-Issole, Département Var; † 7. Oktober 1852 auf Martinique) war ein französischer Malakologe und Schiffsarzt.

## Leben
Er war als Arzt und Naturforscher vom Juni 1836 bis Oktober 1837 bei der Weltumseglung Auguste Nicolas Vaillant (1793–1858) auf dem Schiff La Bonité und bearbeitete mit Joseph Fortuné Théodore Eydoux (1802–1841) den zoologischen Teil des Abschlussberichts. Mit an Bord der 21 Monate dauernden Reise war auch die Botaniker Charles Gaudichaud-Beaupré und Benôit-Henri Darondeau. Insbesondere Gaudichaud, der schon Erfahrungen von einer früheren Weltreise hatte, unterrichtete Souleyet auf der Reise in Naturgeschichte, insbesondere über Mollusken. Gesammelt wurde vor allem im Pazifik. Sie fuhren über Rio Janeiro um Kap Horn nach Valparaíso in Chile, dann nach Peru, Hawaii, wo sie länger blieben, zu den Marianeninseln, den Philippinen (Manila), Kanton, Singapur, Indien, Réunion und um das Kap der Guten Hoffnung und St. Helena zurück nach Brest.
Nach der Reise war er mehrere Jahre in offiziellem Auftrag mit der Bearbeitung des zoologischen Materials beschäftigt, wobei er sich teilweise noch einarbeiten musste. Die Arbeit wurde durch verschiedene dienstliche Schiffsreisen 1846 bis 1849 unterbrochen. Die von ihnen gesammelten Exemplare von Mollusken katalogisierte John Edward Gray vom British Museum 1855 und bearbeitete sie dabei neu.
Er starb auf Martinique an Gelbfieber. Er war 1852 dorthin als Schiffsarzt beordert worden, da auf den Antillen eine Epidemie ausgebrochen war.

## Dedikationsnamen
Ihm zu Ehren wurde der Lanzettstrichel-Baumsteiger (Lepidocolaptes souleyetii) (Des Murs, 1849) benannt. Edgar Albert Smith beschrieb 1888 eine Schneckenart aus der Familie Atlantidae unter dem Namen Protatlanta souleyeti. Achille Valenciennes nannte 1839 einen Fisch La Girelle de Souleyet (Julis souleyetii, nob.), ein Name der heute aber als Synonym für den Weihnachts-Junker (Thalassoma trilobatum) (Lacepède, 1801) gilt. Auch eine zur Familie der Rippenfarngewächse gehörende Art Sadleria souleyetiana (Gaudich.) T. Moore trägt seinen Namen. Gaudichaud hatte die Art unter dem Namen Blechum (Sadleria) Souleyetianum neu für die Wissenschaft illustriert. Die von Des Murs 1847 beschriebene Art Zenaida souleyetiana gilt heute als Synonym für die Perutaube (Zenaida meloda (Tschudi, 1843)).

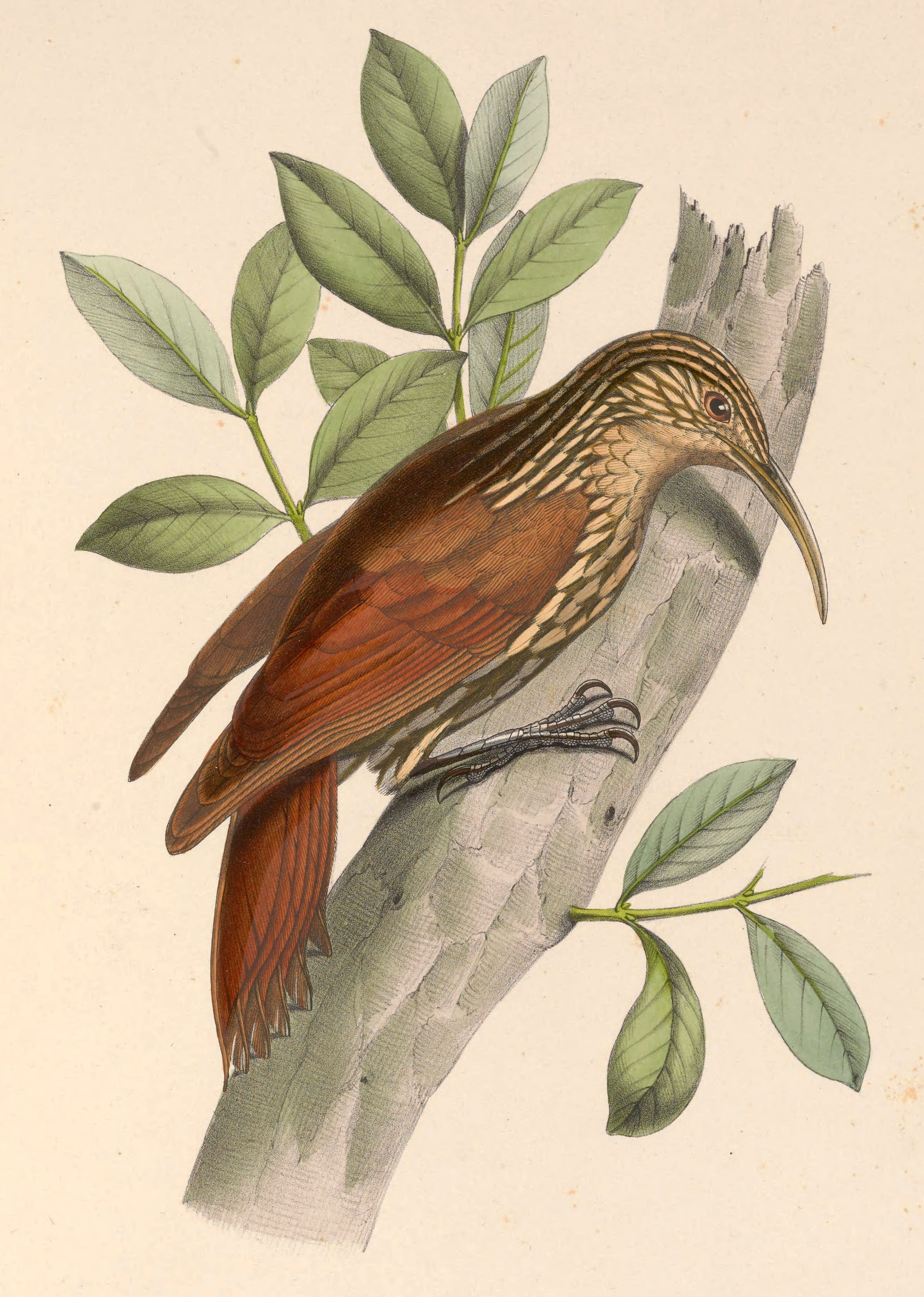
Tafel 70 mit Lanzettstrichel-Baumsteiger zur Originalbeschreibung
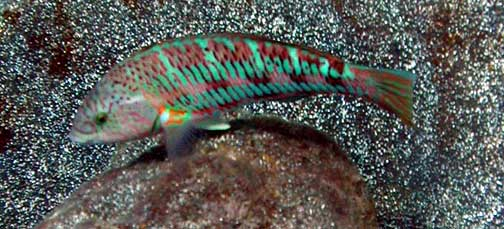
Weihnachts-Junker
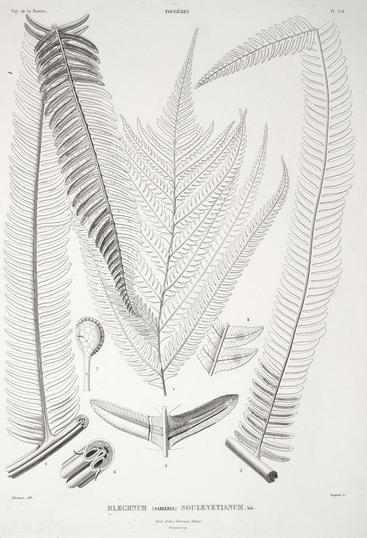
Sadleria souleyetiana
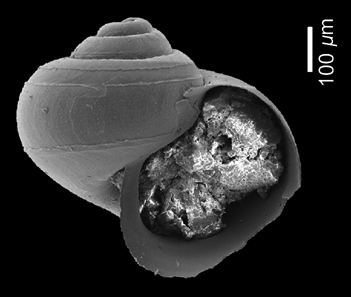
Protatlanta souleyeti

## Schriften
- mit Joseph Fortuné Théodore Eydoux: Voyage autour du monde exécuté pendant les années 1836 et 1837 sur la corvette la Bonite, commandée par M. Vaillant Publié par ordre du Roi sou les auspieces du département de la marine. Band 1: Zoologie, Teil 1. Arthus-Bertrand, Paris 1841 (biodiversitylibrary.org).
- mit Joseph Fortuné Théodore Eydoux: Voyage autour du monde exécuté pendant les années 1836 et 1837 sur la corvette la Bonite, commandée par M. Vaillant Publié par ordre du Roi sou les auspieces du département de la marine. Band 1: Zoologie, Teil 2. Arthus-Bertrand, Paris 1842 (biodiversitylibrary.org).
- mit Joseph Fortuné Théodore Eydoux: Voyage autour du monde exécuté pendant les années 1836 et 1837 sur la corvette la Bonite, commandée par M. Vaillant Publié par ordre du Roi sou les auspieces du département de la marine. Band 2: Zoologie. Arthus-Bertrand, Paris 1852 (biodiversitylibrary.org).
- mit Paul Charles Alexandre Léonard Rang des Adrets: Histoire naturelle des mollusques ptéropodes. Monographie comprenant la description de toutes les espèces de ce groupe de mollusques. J.-B. Baillière, Paris 1852 (biodiversitylibrary.org).